# Алексеева, Ксения Олеговна
Ксения Олеговна Алексеева (род. 13 августа 1987, Миасс) — российская скалолазка, тренер. Мастер спорта международного класса.

## Биография
Ксения Алексеева родилась 13 августа 1987 года в городе Миасс Челябинской области. Училась в гимназии № 19. Занималась скалолазанием под руководством тренера Алевтины Ивановны Цвиренко.
В сентябре 2003 года в составе сборной России принимала участие в Чемпионате Мира по скалолазанию среди девушек 1986, 1987 годов рождения, заняла 12-е место. В 2004 году заняла 1-е место на Чемпионате России в женском многоборье. В 2006 году принимала участие в Чемпионате Европы. Заняла 2-е место в состязании на скорость. В 2009 году заняла 4-е место на Чемпионате Мира в Китае. В 2010 году заняла 4-е место на кубке мира по скалолазанию.